# Jeremy Quastel

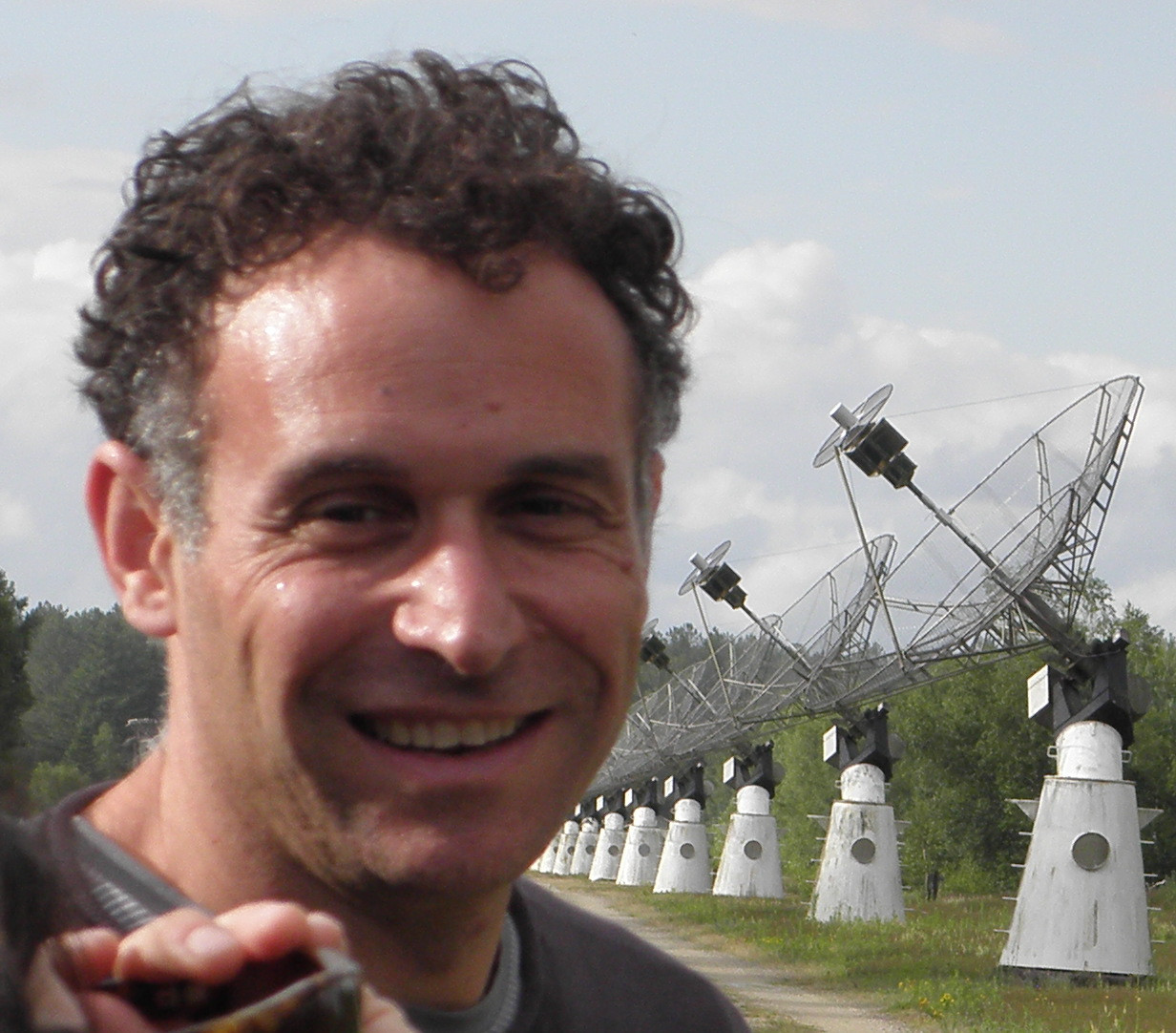
Jeremy Quastel, 2012

Jeremy Quastel (* 20. Dezember 1963) ist ein kanadischer Mathematiker.
Quastel studierte an der McGill University und wurde 1990 bei S. R. S. Varadhan am Courant-Institut der New York University promoviert (Diffusion of Colour in the Simple Exclusion Process). Als Post-Doktorand war er am MSRI und an der University of California, Davis. Ab 1998 war er an der University of Toronto, an der er Professor ist.
Er befasst sich mit Modellen der statistischen Mechanik, wechselwirkenden Teilchensystemen und stochastischen partiellen Differentialgleichungen. Quastel fand die erste exakte Lösung (Ein-Punkt-Verteilung) der KPZ-Gleichung (Kardar-Parisi-Zhang-Gleichung, eine stochastische Differentialgleichung zur Beschreibung von zufälligen Grenzflächen und deren Wachstum) machte weitere Fortschritte zur Theorie der KPZ und der Universalitätsklasse (für lange Zeiten, große Skalen), die sie repräsentiert (Beweis einer 25 Jahre alten Vermutung über den Skalierungsexponenten der KPZ-Universalitätsklasse, Konstruktion der Übergangswahrscheinlichkeiten in KPZ-Fixpunkt, die die Langzeit-Grenzwerte für die KPZ-Universalitätsklasse darstellen). So zeigte er die Universalität der KPZ-Gleichung, indem er zeigte, dass sie der Skalierungsgrenzwert einer großen Klasse nichtlinearer stochastischer partieller Differentialgleichungen vom Hamilton-Jacobi-Typ ist. Er fand eine allgemeine Lösung des TASEP Modells und damit den Fixpunkt von dessen Universalitätsklasse.
Er leitete auch die inkompressible Navier-Stokes-Gleichung für eine Klasse wechselwirkender Teilchensysteme ab, leitete Gleichungen für internes  DLA ab und bewies eine Vermutung für die Geschwindigkeit der Ausbreitungsfront bei der stochastischen Fisher-Kolmogorov–Petrovsky–Piskunov-Gleichung für verzweigte Diffusionsprozesse.
2016 wurde er Fellow der Royal Society of Canada, 2021 der Royal Society. 1996 bis 1998 war er Sloan Research Fellow und er erhielt 2013 eine Killam Research Fellowship. 2010  war er eingeladener Sprecher auf dem Internationalen Mathematikerkongress in Hyderabad (Weakly Asymmetric Exclusion and KPZ). 2012 hielt er die St. Flour Lectures und war Plenarsprecher auf dem International Congress on Mathematical Physics in Aalborg. Für 2018 erhielt er den CRM-Fields-PIMS Prize, 2019 den Jeffery-Williams-Preis.

## Schriften (Auswahl)
- Diffusion of color in the simple exclusion process, Communications on Pure and Applied Mathematics, Band 45, 1992, S. 623–679
- mit E. M. LaBolle, G. E. Fogg: Diffusion theory for transport in porous media: Transition-probability densities of diffusion processes corresponding to advection-dispersion-equations, Water Resources Research, Band 34, 1998, S. 1685–1693
- mit F. Rezakhanlou, S. R. S. Varadhan: Large deviations for the symmetric simple exclusion process in dimensions d≥ 3, Probability theory and related fields, Band 113, 1999, S. 1–84
- mit E. M. LaBolle, G. E. Fogg, J. Gravner: Diffusion processes in composite porous media and their numerical integration by random walks: Generalized stochastic differential equations with discontinuous coefficients, Water Resources Research, Band 36, 2000, S. 651–662
- mit M. Balazs, T. Seppäläinen: Fluctuation exponent of the KPZ/stochastic Burgers equation, Journal of the American Mathematical Society, Band 24, 2011, S. 683–708
- Introduction to KPZ, Current developments in mathematics, Band 2011, Somerville: International Press 2012, S. 125–194
- mit G. Amir, I. Corwin: Probability distribution of the free energy of the continuum directed random polymer in 1+ 1 dimensions, Communications on pure and applied mathematics, Band 64, 2011, S. 466–537
- mit G. Flores, D. Remenik: Endpoint distribution of directed polymers in 1+1 dimensions, Arxiv 2011
- mit Tom Alberts, Konstantin Khanin: The intermediate disorder regime for directed polymers in dimension 1+1, Annals of Probability, Band 42, 2014, S. 1212–1256, Arxiv
- mit Herbert Spohn: The one-dimensional KPZ equation and its universality class,Arxiv 2015
- mit Martin Hairer: A class of growth models rescaling to KPZ, Arxiv 2015
- mit Janosch Ortmann, Daniel Remenik: Exact formulas for random growth with half-flat initial data, Annals of Probability, Band 26, 2016, S. 507–548, Arxiv
- mit Konstantin Matetski: From the totally asymmetric simple exclusion process to the KPZ fixed point, Arxiv 2017
- mit Konstantin Matetski, Daniel Remenik: The KPZ fixed point, Arxiv 2017